# Viladrosa (Biosca)
Viladrosa és una masia del municipi de Biosca (Solsonès) inclosa en l'Inventari del Patrimoni Arquitectònic de Catalunya.

## Descripció
És un edifici de quatre façanes i tres plantes. A la façana sud-oest, hi ha una entrada amb llinda de pedra i porta de fusta. A la seva esquerra hi ha una petita obertura, a la dreta hi ha un contrafort. A la planta següent hi ha tres finestres amb ampit. A la darrera hi ha una petita obertura.
A la façana sud-est, a la part esquerra de la planta baixa hi ha una entrada amb llinda de pedra, a la planta següent hi ha tres finestres amb ampit. A la façana nord-est, hi ha una finestra amb ampit a la segona planta, i una finestra senzilla a la darrera.

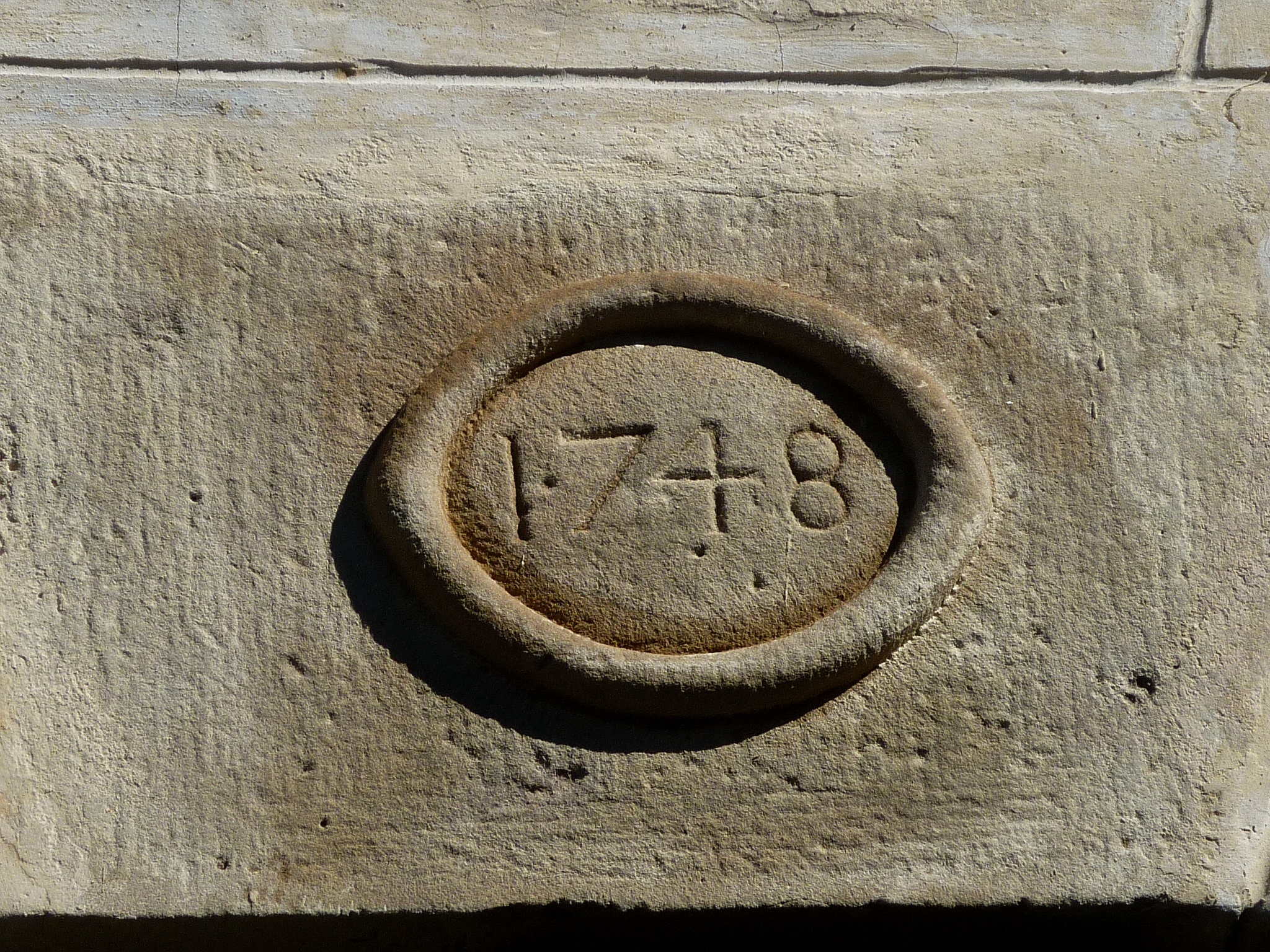
Llinda de l'antiga capella

A la façana nord-oest, a la planta baixa a l'esquerra hi ha una petita obertura. A la segona planta hi ha una entrada que s'hi accedeix per unes escales de pedra. A la darrera planta a l'esquerra hi ha una finestra. La coberta és de dos vessants (nord-est, sud-oest), acabada amb teules. Davant de la façana sud-oest, hi ha un edifici que tenia funció ramadera. Té dues entrades que donen davant de la façana sud-oest de la casa. La coberta és d'un vessant. A la seva dreta n'hi ha un altre de construcció posterior, feta amb totxo. Té una entrada a la façana sud-est, una altra a la sud-oest. La coberta és d'un vessant acabat amb teules.
Davant de la façana sud-est, hi ha les restes d'un edifici. Hi ha un edifici tocant a la façana nord-oest de la casa, que té una entrada amb llinda de pedra a la façana sud-oest, on hi ha la data de 1748.